# Plateau de Kinangop
Le plateau de Kinangop est une région géographique du Kenya qui se situe entre la vallée du Grand Rift, à l'ouest, et les montagnes d'Aberdare à l'est. Il tient son nom de la montagne éponyme (en) qui se situe dans la chaîne d'Aberdare.

## Géographie
Les bords du plateau s'élèvent à environ 2 400 mètres d'altitude. Le plateau est relativement plat, s'abaissant progressivement jusqu'au pied des montagnes d'Aberdare. 
La pluviomètrie s'établit à 1 000 mm/an ; elle est plus abondante dans le nord qu'au sud. Les rivières Malewa et Karati traversent le plateau avant de se jeter dans le lac Naivasha.
Les sols sont des phaeozem autrement appelés mollisols. À l'origine, le plateau était presque entièrement recouvert de prairies touffues avec très peu d'arbres. Les vallées fluviales comportaient de nombreuses tourbières à touffes d'herbe.

## Histoire
À l'époque coloniale, dans les années 1920 à 1940, la vallée de la Wanjohi abrite une communauté de colons britanniques, qui devient célèbre sous le nom de « communauté de la Vallée Heureuse ». Les colons achètent des terres et élèvent des bovins et des moutons. La maison d'Idina Sackville, bâtie sur les flancs du mont Kipipiri, qui s'élève près du plateau, devient connue pour les divertissements qu'elle propose, impliquant drogue et sexe ; « pleins d'esprit, séduisants, bien élevés […], les hôtes de la Vallée Heureuse cherchaient sans relâche à se divertir, le plus souvent par l'alcool, la drogue et le sexe. » Un film de 1987, Sur la route de Nairobi, traite de cette communauté et du meurtre longtemps irrésolu de Josslyn Hay, un résident de la Happy Valley, en 1941.
Durant la révolte des Mau Mau, entre 1952 et 1960, de grandes zones du « plateau des Blancs » ou « terres blanches » sont déclarées interdites d'accès aux « non-Européens », dont le mont Kipipiri, les montagnes d'Aberdare et le plateau de Kinangop. Tout Africain aperçu dans ces zones pouvait être abattu à vue, pour cause de « suspicion raisonnable » qu'il soit un terroriste.

## Activités

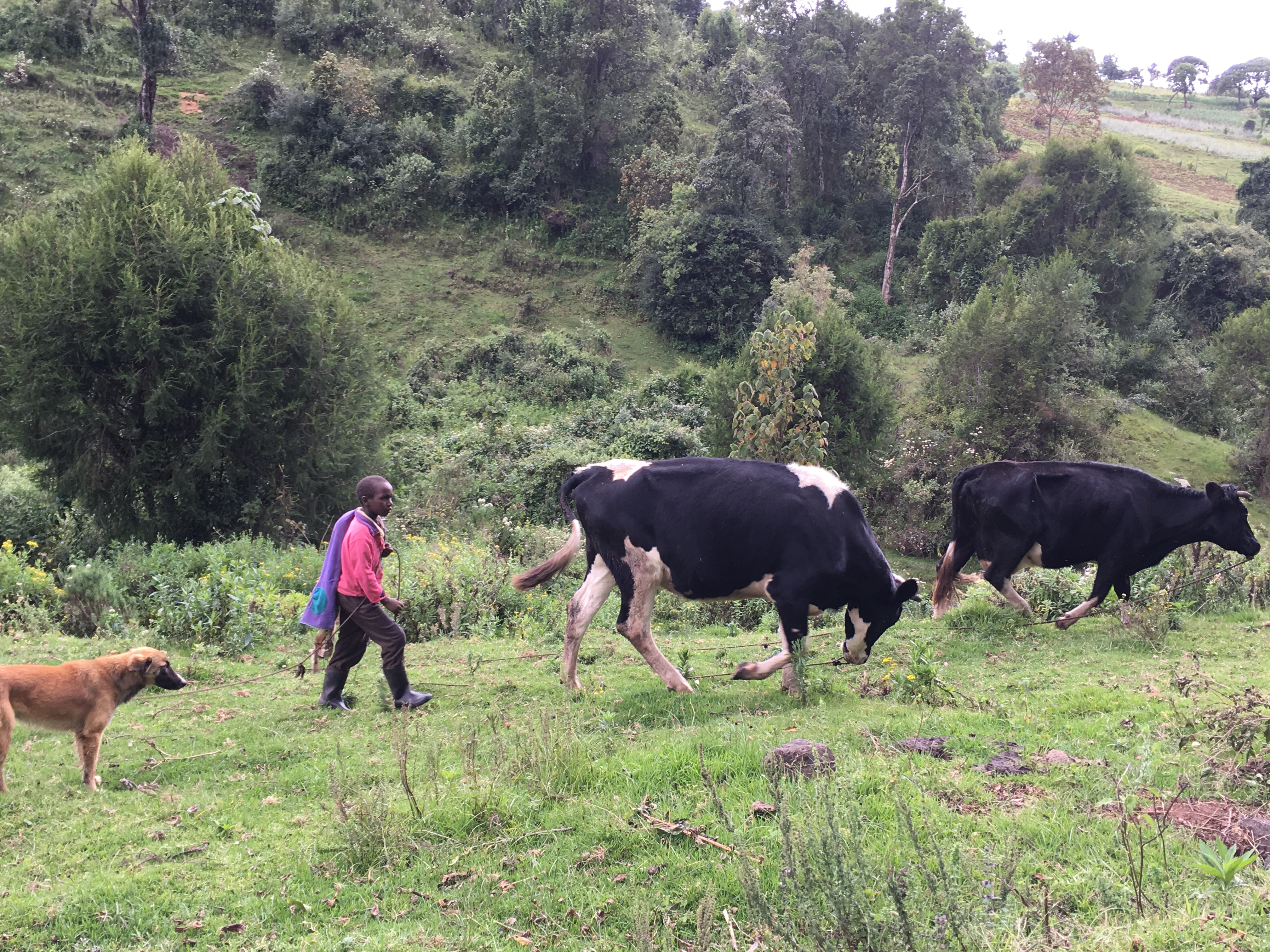
Gardiennage de troupeau sur le plateau.

Le plateau est habité par les fermiers Kikuyus depuis les années 1960. Ils utilisent les terres pour la culture du maïs, des choux et des pommes de terre. Ils ont remplacé les formations herbacées d'origine par des graminées, meilleures pour les troupeaux, et ont planté des parcelles d'arbres. Les zones humides ont été drainées et, là où ce n'est pas (ou pas encore) le cas, des arbres destinés à être utilisés comme poteaux et servant à absorber l'eau ont été plantés. Les terres ont été réparties par parcelles entre les membres des familles résidentes. La tendance est d'abandonner l'élevage pour pratiquer des cultures vivrières ou de rente plus intensives.
Le mont Kipipiri est un volcan qui se trouve au nord du plateau. Il se trouve dans le parc national d'Aberdare. Il est totalement entouré par une clôture électrifiée. En juin 2009, de longues négociations ont abouti concernant le tracé d'un couloir de circulation de la faune entre Kipipiri et le parc d'Aberdare, avec des plans pour clôturer le couloir. Des passages faits de cylindres tournants, placés au sol, remplacent la clôture là où la route croise le couloir, formant un seuil franchissable par les véhicules mais impraticable par les animaux, notamment dans le but d'empêcher les éléphants de s'approcher des champs des agriculteurs.